# Jean Henri van Swinden

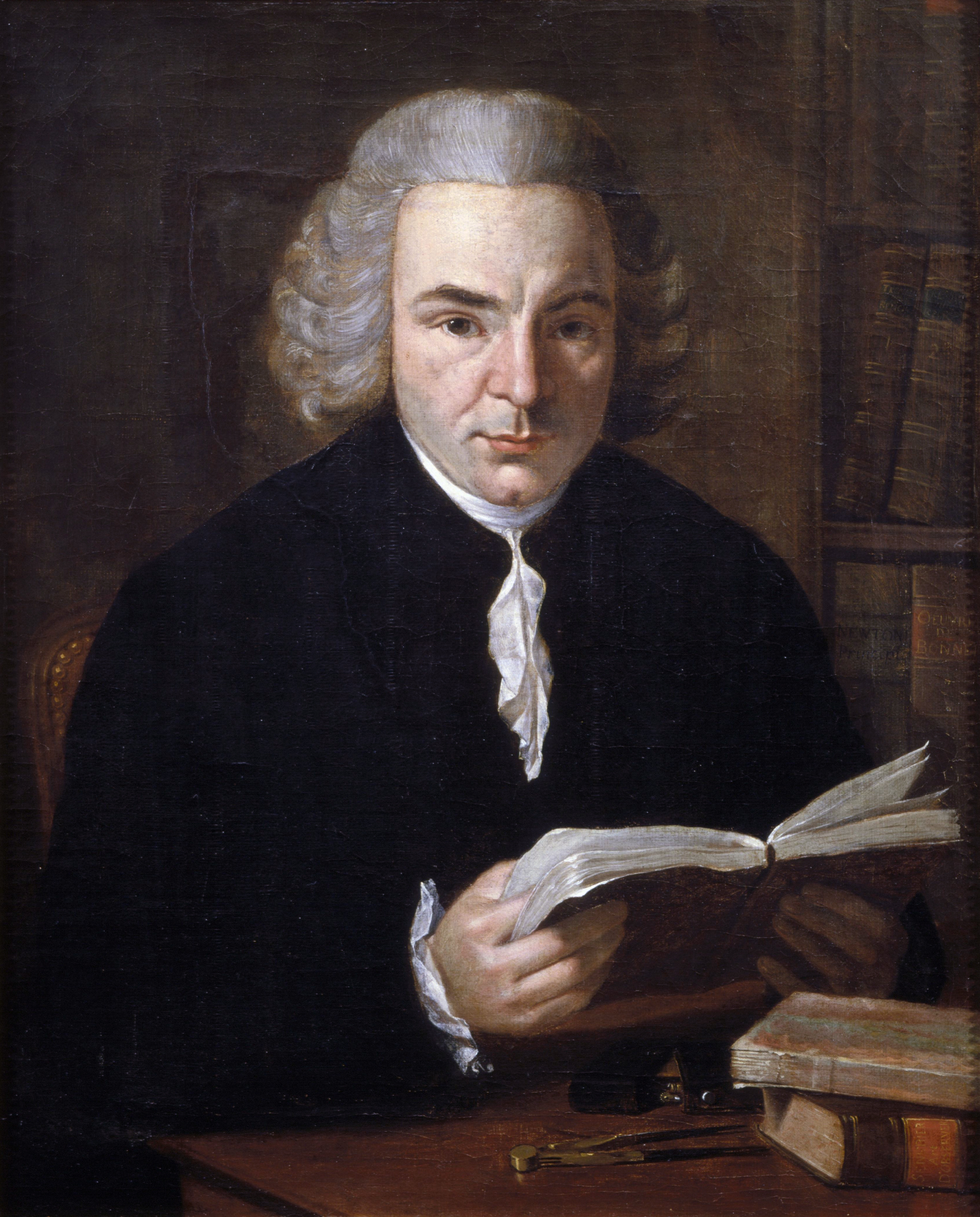
Jean Henri van Swinden

Jean Henri (ook: Jan Hendrik) van Swinden (Den Haag, 8 juni 1746 – Amsterdam, 9 maart 1823) was een Nederlandse wis- en natuurkundige.

## Biografie
Van Swinden werd geboren te Den Haag, als zoon van de jurist Phillippe van Swinden en Marie Anne Tollosan, nazaten van Franse vluchtelingen. Hij kreeg thuis privé-onderwijs, en studeerde van 1763 tot 1766 wijsbegeerte, natuurkunde, anatomie, fysiologie, botanie en scheikunde aan de Universiteit Leiden. Op 12 juni 1766 promoveerde hij tot doctor in de filosofie op een proefschrift over de aantrekkingskracht. Nog datzelfde jaar werd hij hoogleraar natuurkunde en wijsbegeerte aan de Universiteit van Franeker, waar hij met grote gedrevenheid verder studeerde, colleges gaf en onderzoek deed. Daarbij ontwikkelde hij grote belangstelling voor de wetenschapsgeschiedenis. Zijn wetenschappelijke productie in Franeker was groot, en in 1776 won hij samen met Charles Coulomb een internationale prijs van de Parijse Académie Royale des Sciences voor zijn werk op het gebied van aardmagnetisme, en de relatie tussen magnetisme en elektriciteit, een jaar later gevolgd door een prijs van de Academie van Beieren. In 1785 verhuisde Van Swinden van Franeker naar Amsterdam, waar hij hoogleraar werd aan het Athenaeum Illustre, en wijsbegeerte, wis-, natuur- en sterrenkunde doceerde. Dat betekende niet alleen een verbetering van zijn financiële positie, maar hij kreeg ook meer aandacht voor maatschappelijke activiteiten.
Van Swinden bedacht in Amsterdam de huisnummering per straat, als alternatief voor de nummering per wijk, die tot veel verwarring leidde. Ook had hij in 1795 de leiding over de eerste Amsterdamse volkstelling, en was voorzitter van een commissie die in 1798 rapporteerde over de toestand van de volksgezondheid.
Hij maakte deel uit van de (internationale) commissie tot vaststelling van de meter, die op initiatief van de Franse regering van november 1798 tot juli 1799 in Parijs confereerde, waarna hij zich beijverde om het metriek stelsel in Nederland ingevoerd te krijgen. Hij deed dat onder andere door het houden van lezingen voor het in 1777 opgerichte genootschap Felix Meritis. Deze werden in de tweedelige Verhandeling over volmaakte maaten en gewigten uit 1802 gebundeld.
Van Swinden was ook politiek actief: na de Franse inval in januari 1795 werd hij een van de gedeputeerden van Amsterdam in de Vergadering der Provisionele Representanten van het Volk van Holland. In het najaar kwam er een tijdelijk einde aan zijn bijdrage aan de Bataafse Revolutie, om vijf jaar later, van juni 1800 tot en met september 1801 lid te worden van het Uitvoerend Bewind (dagelijks bestuur) van de Bataafse Republiek. Men hoopte dat de goede naam die Van Swinden in Frankrijk bezat gunstig zou zijn voor de betrekkingen van de Republiek met dat land. Toen Nederland in 1814 weer een zelfstandig land werd, was Van Swinden namens het departement Zuiderzee lid van de grondwetgevende Vergadering van Notabelen, waar hij tegen de ontwerp-Grondwet stemde.
Van Swinden was een van de meest vooraanstaande wetenschappers van zijn tijd en medeoprichter van het Koninklijk Instituut van Wetenschappen (1808). Hij adviseerde tevens over de inrichting van het Nederlands geldstelsel.
Zijn advies over het guldenstelsel en zijn geschriften over de oude lengte- en oppervlaktematen in relatie tot het metrieke stelsel zijn later nog herdrukt. Zijn beschrijving van het planetarium van Eise Eisinga uit 1780 verscheen later in facsimile.
Het laboratorium van de dienst voor het ijkwezen, tegenwoordig het Nationaal Metrologisch Instituut van Nederland werd in 1971 naar hem Van Swinden Laboratorium genoemd. Daarnaast zijn er negen straten naar hem genoemd, waaronder drie in de Amsterdamse Dapperbuurt.
- Biblioteca Nacional de España: XX1764992
- Bibliothèque nationale de France: cb124035425 (data)
- Biografisch Portaal: 07294909
- Digitale Bibliotheek voor de Nederlandse Letteren: swin006
- Gemeinsame Normdatei: 104197358
- International Standard Name Identifier: 0000 0000 8349 144X
- Library of Congress Control Number: n82059344
- Mathematics Genealogy Project: 110893
- Nederlandse Thesaurus van Auteursnamen: 069856583
- Parlement.com: vg09llwwo8zh
- SNAC: w6wm39rt
- Système universitaire de documentation: 033138559
- Trove: 850402
- Virtual International Authority File: 96238
- WorldCat: E39PBJgxqVxMkB4TWwWvwrxbh3